# Недзведзкий, Гжегож
Гже́гож Недзве́дзкий (пол. Grzegorz Niedzwiedzki) — польский палеонтолог, член Польской академии наук и преподаватель Уппсальского университета.

## Научная деятельность
Окончил Техникум геологии имени Станислава Сташица в Кельце. Затем учился в течение года на геолога в Варшавском университете. В 2001—2007 годы изучал биологию в том же университете. В 2007 году защитил дипломную работу по биологии об анализе палеоэкологии раннеюрских экосистем села Солтыкова в Свентокшиских горах. Принимал участие в палеонтологических раскопках в силезском воеводстве, округ Лисовице, откуда известны самые ранние польские динозавры в 2006—2007 годах. Биолог был тогда сотрудником доктора Томаша Сулея и профессора Ежи Дзика. В 2013 году Недзвецкий получил докторскою степень в Институте палеобиологии и эволюции УУ, где подготовил диссертацию о плотоядном позднетриасовом архозавре из силезского воеводства.
Был многократным стипендиатом Председательства совета министров и министров народного образования. В 2000 году получил специальную награду Королевского географического общества Лондона, в 2008/2009 заработал стипендию молодых учёных «СТАРТ», финансируемую через Фонд польской науки, а в 2009 году премию президента Польской академии наук за научно-дидактические работы.
В честь Гжегожа Недзведзкого был назван вид триасовых насекомых Chauliodites niedzwiedzkii.
В январе 2010 года в журнале Nature была опубликована работа Недзведзкого об открытии следов девонских четвероногих, которые оказались на 18 миллионов лет старше известных до сих пор ископаемых остатков первых четвероногих. Недзведзкий описал следы совместно с Пётром Шреком из Государственного геологического института и коллегами. Открытие способствовало развитию мировой палеонтологии.
Ещё одним немаловажным открытием Гжегожа Недзведзкого стало обнаружение и описание гигантского триасового дицинодонта Lisowicia. До этого считалось, что эволюция завроподоморф совпала с исчезновением дицинодонтов из палеонтологической летописи, но открытие показало, что крупные дицинодонты сосуществовали с большими завроподоморфами.
С мая 2016 года является научным сотрудником и проводит исследования в Уппсальском университете в Швеции.